# Unión Feminista Egipcia

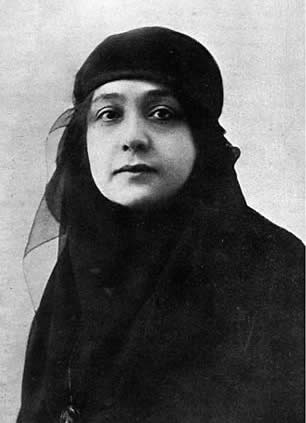
Huda Sha'arawi (1879-1947) primera presidenta de la Unión Feminista Egipcia.

La Unión Feminista Egipcia (en árabe: الاتحاد النسائي المصري‎) fue el primer movimiento feminista de alcance nacional en Egipto.

## Historia
La Unión Feminista Egipcia fue fundada en una reunión del 6 de marzo de 1923 en la casa de la activista Huda Sha'arawi, que fue su primera presidenta y ocupó ese cargo hasta su muerte, el 12 de diciembre de 1947. La unión publicó la revista quincenal L'Egyptienne (La egipcia) a partir de 1925 y desde 1937 se le sumó el periódico el-Masreyyah (Las mujeres egipcias). La agrupación solicitó reformas educativas, que se llevaron a cabo en 1925, cuando el gobierno hizo que el nivel primario sea obligatorio para niños y niñas y cuando luego, en la misma década, las mujeres pudieron asistir a la universidad nacional por primera vez. Sin embargo, la campaña que hicieron para reformar las leyes familiares no tuvo éxito. En febrero de 1951, Doria Shafik logró reunir secretamente a 1500 mujeres de los dos principales grupos feministas, la UFE y Bint Al-Nil. Organizó una marcha que interrumpió al parlamento durante cuatro horas; después de eso, presentaron una serie de demandas relacionadas con los derechos socioeconómicos de las mujeres. Mufidah Abdul Rahman fue la elegida para defender a Shafik en la corte en esta ocasión. Cuando el caso se elevó a juicio, muchas afiliadas de Bint al-Nil asistieron a la corte y el juez pospuso la audiencia indefinidamente. De todos modos, pese a recibir promesas del presidente del Senado, los derechos de las mujeres no sufrieron mejoras.
Por otra parte, la unión se afilió a la Alianza Internacional de Mujeres. También apoyaron la independencia total de su país ante el Reino Unido, pero al igual que los líderes varones de clase alta del partido Wafd, promovían los valores sociales europeos y tenían una orientación esencialmente laica. Se reformó como una organización no gubernamental, sin fines de lucro, bajo el mismo nombre, pero con un equipo y unas metas diferentes en 2011.